# Kastoria (perifereiakí enótita)
Kastoria (grekiska: Περιφερειακή ενότητα Καστοριάς) är en regiondel (perifereiakí enótita), till 2010 en prefektur, i regionen Västra Makedonien i norra Grekland. Regiondelen har cirka 53 483 invånare (2001) och en yta på 1 720 km². Huvudort är Kastoria.

## Administrativ indelning
Regionen är uppdelad i tre kommuner. Prefekturen var indelad i 12 kommuner och 3 samhällen.
- Dimos Kastoria
- Dimos Nestorio
- Dimos Orestiada